# Claire Duhamel
Claire Duhamel, född Marie Claire Viraut 6 september 1925 i Vineuil-Saint-Firmin, Hauts-de-France, död 7 februari 2014 i Paris, var en fransk skådespelerska.

## Roller i urval
- 1953 – Bröllopsgåvan
- 1957 – Den stora bluffen
- 1960 – Fortunat
- 1966 – Kriget är slut
- 1968 – Jag älskar dig, jag älskar dig
- 1968 – Stulna kyssar
- 1970 – Älskar – älskar inte